# Jorge Andrés Guerra Toledo
Jorge Andrés Guerra Toledo (var. Álvarez de Toledo) (* Vichuquén, Chile, 4 de febrero de 1882 - Santiago, 25 de octubre de 1947); político, abogado, diputado y Ministro de Guerra y Marina chileno.

## Biografía
Nació en el fundo de Quelmen en Vichuquén, hijo de don Ciro Antonio Guerra y Cornejo y su prima doña María Octavia Álvarez de Toledo y Cornejo.
Estudió en el Seminario Conciliar de Santiago y en el Instituto Nacional; luego ingresó a la Facultad de Derecho de la Universidad de Chile; juró como abogado el 18 de agosto de 1903; su tesis se tituló “Las acciones posesorias y su tramitación según el código de procedimiento”.
Se dedicó a ejercer su profesión y actuó en negocios salitreros en Antofagasta y Taltal; escribió el libro  “LA Propaganda Salitrera en Europa y su orientación más comercial ”.Constructor de casas de renta y habitaciones higiénicas; y agricultor, propietario de fundos en San Bernardo y Petorca. 
Se casó con Blanca Inés del Carmen Larraín Gana, matrimonio del cual nacieron cinco hijos, era hija del Teniente Coronel Martín Larraín y Larraín, héroe de la Guerra del Pacífico y de la señora María Teresa del Carmen Gana Castro.
Miembro de la Sociedad de Historia y Geografía y de la Sociedad de Instrucción Primaria.
Socio del Club de la Unión desde 1928; y del Club de Septiembre.
Realizó viajes a Egipto, Asia, Europa y América.
Murió en Santiago en su casa en la plaza Brasil, el 25 de octubre de 1947.

## Carrera política
Militó en los partidos Liberal, Radical y Nacional.
Fue nombrado por el presidente Arturo Alessandri Palma, ministro de Guerra y Marina, cargo que ejerció desde el 16 de marzo al 14 de junio de 1923.
Fue elegido diputado por Petorca y La Ligua, período 1921 a 1924; integró la Comisión Permanente de Industria y Agricultura. Reelecto diputado, por Petorca y La Ligua, periodo 1924-1927. Fue disuelto el Congreso, el 11 de septiembre del mismo año 1924, por Decreto de la Junta de Gobierno.
Nuevamente electo diputado, por la Quinta Circunscripción Departamental "Petorca, Ligua, Putaendo, San Felipe y Los Andes", periodo 1926-1930; fue diputado reemplazante en la Comisión Permanente de Gobierno Interior y en la de Agricultura y Colonización.